# Candy Lightner
Candace Lynne "Candy" Lightner ( * 30 de mayo de 1946) es la organizadora y presidenta fundadora de Mothers Against Drunk Driving (MADD). El 3 de mayo de 1980, la hija de 13 años de Lightner, Cari, fue asesinada por un cobarde conductor ebrio mientras caminaba por una suburbana calle en Fair Oaks, California. "I promised myself on the day of Cari’s death that I would fight to make this needless homicide count for something positive in the years ahead", (Me prometí el día de la muerte de Cari que lucharía para hacer que este homicidio innecesario cuente para algo positivo en los años venideros), Candy Lightner escribió más adelante.
La clemencia de la sentencia dada al reincidente delincuente por driving while intoxicated (DWI) (conducir en estado de ebriedad) ultrajó a Lightner quien entonces organizó Mothers Against Drunk Drivers. Posteriormente el nombre fue cambiado por Mothers Against Drunk Driving. El objetivo de su organización fue levantar la conciencia pública de la naturaleza seria de conducir ebrio y promover le resistente legislación contra el crimen.
Lightner apareció en importantes shows de televisión, previamente hablando con el Congreso de los EE. UU., dirigió grupos profesionales y de negocios, y trabajó incansablemente por años para cambiar la actitud pública, modificar el comportamiento judicial y promover la nueva y resistente legislación. Dejó MADD en 1985. Desde entonces se ha ido por criticar al grupo como "Neo-prohibicionista". Lightner ha indicado que MADD "has become far more neo-prohibitionist than I had ever wanted or envisioned … I didn’t start MADD to deal with alcohol. I started MADD to deal with the issue of drunk driving" (ha llegado a ser más neo-prohibicionista de lo que yo había deseado o previsto … No empecé MADD para tratar con el alcohol. Empecé MADD para ocuparme de la cuestión de manejar en estado de ebriedad).
Candy Lightner es una receptora de los Presidents Volunteer Action Award, un doctorado honorario en humanidad y servicio público y fue el tema de una película made-for-television, "Mothers Against Drunk Drivers: the Candy Lightner story". Es la coautora (con Nancy Hathawayde)
Giving Sorrow Words.
Lightner, quien es mitad libanesa, también sirvió como presenta de American-Arab Anti-Discrimination Committee de octubre de 1994 a marzo de 1995.

## Lectura adicional
- "Candy Lightner: A grieving mother helped America get MADD." People Weekly, 1999 (March 15), 110
- Frantzich, S. E. Citizen Democracy: Political Activists in a Cynical Age. Lanham, Maryland: Rowman & Littlefield, 1999
- Friedrich, O. "Candy Lightner." Time, 1985, 125, 41
- "One woman can make a difference: Candy Lightner and Mothers Against Drunk Driving or MADD." Vogue, 1986, 176, 170
- "Original thinkers: These five helped reshape the way we see our world --and live and work in it." Life, 1989, 12(12), 167-171
- Sellinger, M. "Already the conscience of a nation, Candy Lightner prods Congress into action against drunk drivers.” People Weekly, 1984, 22, 102+